# Gaillon

Gaillon este o comună în departamentul Eure, Franța. În 1 ianuarie 2022 avea o populație de 6.785 de locuitori.